# 公事方御定書
公事方御定書（ / くじかたおさだめがき、くじがたおさだめがき）是日本江户时代的基本法典。 由享保改革的主導者江戶幕府第8代將軍德川吉宗下令編撰。它由上卷和下卷两卷组成 。上卷载有81条有关警察和刑罚的基本法规，下卷則以抽象、條文形式收錄過去的判例 。其中下卷又被稱為《御定書百箇条》（おさだめがきひゃっかじょう）  。

## 編纂
《公事方御定書》由老中松平乘邑與身兼勘定奉行，寺社奉行與町奉行三奉行的石河政朝為中心進行編纂。在寬保二年（1742年）完成，但编修工作仍在继续，最终於寶曆四年（1754年）完成 。
《公事方御定書》中规定有「奉行中之外不可有他見者也」，即本來幕府只允許司法中樞人員閱覽該文書，其理由為「民可使由之，不可使知之。」(要求人民做事還容易，要求人民明白做事的道理那就困難了。)的儒家政治理念，而且將軍吉宗主張減刑，因此認為不需公開就可以維持威嚇犯罪之效果。此外，下卷雖然具有法典的外觀，但它是重要案件的審判和處罰標準的集合，更像判例而非法條。因為沒有罪刑法定原則的概念，對法條、判例的類比解釋和延伸解釋是可以自由裁量的。

## 影響
《公事方御定書》是只允許三奉行、京都所司代和大坂城代閱覽的秘密法典，而且設由禁止閱覽的罰則，因此評定所在天保12年（1841年）抄寫手稿稱為《棠蔭秘鑑》，以利於審判場合使用。
此外，《公事方御定書》的副本也在各藩之间秘密传阅，各藩掌握了副本的内容，并将其作为制定自己法律的参考。 因此，原本只在幕府直轄范围内有效的法律，在日本成为一种统一的法律，并逐渐成为 「基本法」。此外原本在1743年廢除的田地永久買賣禁止令，因為御定書中仍有記載，因此被視為仍具效力，直到明治5年（1872年）才廢除，儘管該法令從未徹底落實，受取締案例極為稀少。

## 資料來源
1. 1 2 3 4   (PDF). 名古屋大学附属図書館.   [2021-01-07]. （原始内容存档 (PDF)于2021-03-07）.